# Юстин II
Юстин II, также известный как Флавий Юстин (греч. Ιουστίνος Β', лат. Flavius Iustinus Iunior Augustus; ок. 520—4 октября 578) — император Восточной Римской империи (14 ноября 565—578), любимый племянник Юстиниана I и муж Элии Софии, племянницы жены последнего.

## Биография

### Внутренняя политика
До вступления на трон с 558 года Юстин был куропалатом. Сразу же после прихода ко власти в 565 году устранил своего ближайшего конкурента — Юстина, сына Германа. Затем принял меры по повышению своей популярности. Несмотря на тяжёлое положение казны, простил недоимки. Затем распорядился сжечь все расписки ростовщиков и отобрать у них все заклады. Пытался примирить сторонников Халкидонского собора с его противниками, но безуспешно. Прекратил открытое покровительство венетам (цирковой партии «голубых»). Проводил широкое строительство в Константинополе — по его инициативе были построены три дворца, бани Тавра (названные Софиевыми в честь жены) и восстановлен акведук Валента, тем самым улучшив ситуацию с подачей воды в столицу.

### Внешняя политика
Выдающиеся успехи во внешней политике Юстина отсутствовали. Он покончил с традицией откупаться от врагов. Когда на седьмой день правления пришли аварские послы за дарами, Юстин разгневался на них. Так же было и с послами от арабов и персов.
В его правление бо́льшая часть завоеваний Юстиниана I на Западе была утрачена. В 569 году началось вторжение лангобардов в Италию. Нарсес начал собирать войска, но умер, не успев чего-либо предпринять, а его преемник Лонгин, не имея средств к обороне, не мог повлиять на сокращение владений в Италии.
После трёхлетней осады лангобардам сдалась Павия. Посланный с войсками зять императора Вадуарий погиб в 573 году, в результате чего большая часть Италии (кроме части побережья) была захвачена, были потеряны многие города в Испании и Северной Африке. Во Фракии авары нанесли поражение военной экспедиции ромеев; командовавший ею комит экскувитов Тиверий едва избежал плена и гибели. Кроме того, при непосредственном участии Юстина началась очередная война с Сасанидской империей. С его подачи[уточнить] в Армении началось восстание против власти Сасанидов и, в ответ на действия персов, византийская армия вторглась в персидские пределы. В 573 году персы ответили захватом крепости Дара. Считается, что именно потеря Дары вызвало помешательство Юстина.

### Психическое расстройство
В последние годы жизни Юстин страдал психическим расстройством. С первых лет его царствования окружающие заметили признаки заболевания. Император ходил вокруг дворца и лаял или мяукал, подражая поведению кошек и собак. Кроме того, император во время вспышек гнева выбрасывал разные предметы из окон, а однажды попросил константинопольского патриарха надеть женский головной убор. По утверждениям Иоанна Эфесского,
его разум был взволнован и помрачен… он даже издавал крики различных животных и лаял, как собака, и блеял, как козел; и тогда он мяукал, как кошка, а потом снова кукарекал, как петух: и многие подобные вещи совершались им вопреки человеческому разуму. Иногда… он с неистовой быстротой выскакивал и бежал к окнам, чтобы броситься вниз… Императрица была вынуждена отдать приказ плотникам поставить решетки в окнах и закрыть их по всей той стороне дворца, где жил император. Более того, она выбрали сильных молодых людей, чтобы охранять его. Поскольку, когда они бежали за ним, чтобы схватить, он, будучи сильным человеком, обращался к ним, хватал их зубами и рвал их; а двоих из них он укусил так сильно, что оставил тяжелые раны на голове, отчего они заболели. По городу же пошел слух, что император съел двух своих камергеров.

### Преемственность
Так как сын Юстина II, Юст, умер ещё при жизни отца, 7 декабря 574 года император по совету жены назначил своим соправителем и преемником военачальника Тиберия Константина (Тиберий II).